# De soldaat
De soldaat is een Nederlandstalig liedje van de Belgische artiest Miel Cools uit 1965.

## Ep
1. De soldaat (3:46)
2. De troubadours (3:13)
3. De zigeuner (3:10)
4. De nar (3:50)

## Meewerkende artiesten
- Producer: Rocco Granata
- Muzikant: Miel Cools (zang, gitaar)